# Megabox
A Megabox é uma agência que presta os seus serviços em agenciamento e comunicação de atletas.
O seu objectivo é antecipar as necessidades do mercado e dos clientes, trabalhando em parceria com criativos, produtores de design, agências de publicidade, comunicação e empresas de produção audiovisual.

## Agência
Surgiu de uma crecente necessidade nos mercados nacional e internacional da publicidade, cinema e eventos.
Uma excelente oportunidade para os atletas potencializarem os seus recursos financeiros, geririndo uma carreira paralela que permita cumprir os seus objectivos desportivos e, simultaneamente, cuidarem da sua imagem de forma a conseguirem os tão necessários apoios.
É actualmente a maior agência de atletas da Europa e colabora como parceiro criativo oficial do Comité Olímpico de Portugal.

## Atletas
A Megabox representa um universo aproximado de 600 atletas das mais variadas modalidades. Entre estes destacam-se nomes como:
- Naide Gomes (Atletismo)
- João Neto (Judo)
- Emanuel Silva (Canoagem)
- Joaquim Videira (Esgrima)
- Danny Silva (Esqui)
- Marcos Chuva (Atletismo)

## Trabalhos
Entre os variadíssimos trabalhos desenvolvidos pela Megabox destacamos:
- As campanhas publicitárias da Nike Internacional
- As campanhas institucionais da Fundação Portuguesa de Cardiologia
- A imagem olímpica realizada no âmbito da participação nos Jogos Olímpicos de Pequim 2008